# ش فالي دي أنتون
ش فالي دي أنتون (بالإسبانية: El Valle de Antón)‏ هي منطقة سكنية تقع في بنما في محافظة كوكلي.[بحاجة لمصدر] يقدر عدد سكانها بـ 6,000 نسمة .